# أرنولد أنتوني
أرنولد أنتوني (28 يوليو 1886 بكرايستشرش في نيوزيلندا - 14 أكتوبر 1968 في نيوزيلندا) (بالإنجليزية: Arnold Anthony)‏ هو لاعب كريكت نيوزلندي.

## وصلات خارجية
- أرنولد أنتوني على موقع إي آس بي آن كريك إنفو (الإنجليزية)